# Luigi de’ Rossi

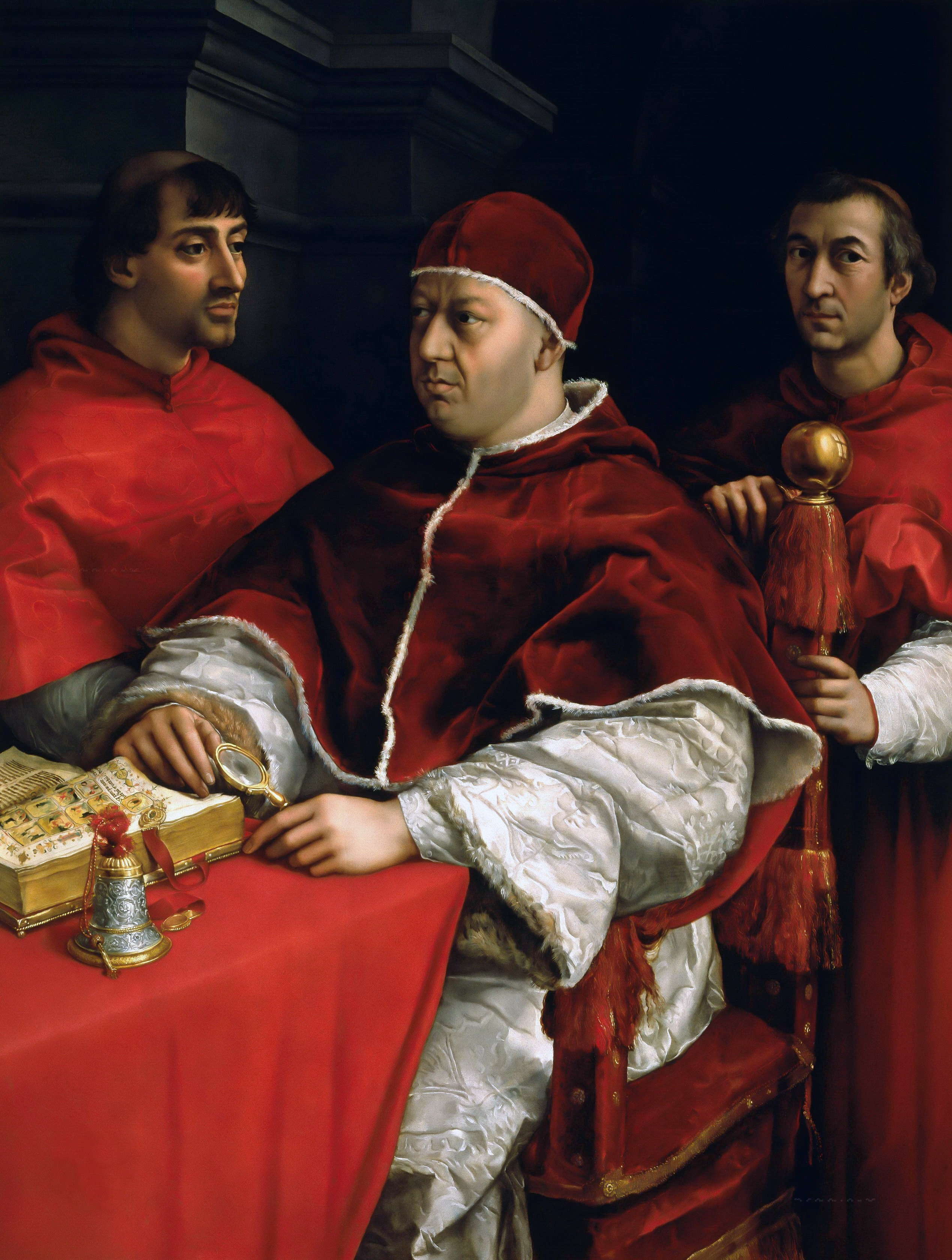
Raffaels Porträt von Papst Leo X., mit den Kardinälen Giulio de’ Medici und Luigi de’ Rossi (links), um 1518/1519, Florenz, Uffizien

Luigi de’ Rossi (* 6. August 1474 in Florenz; † 20. August 1519 in Rom) war ein Kardinal der Römischen Kirche. Er war durch seine Mutter, eine geborene Medici, ein Cousin von Giovanni de’ Medici, dem späteren Papst Leo X.
Seit 1517 als päpstlicher Datar tätig, erhob ihn sein Cousin Leo X. am 1. Juli 1517 zum Kardinal und machte ihn am 6. Juli 1517 zum Kardinalpriester mit der Titelkirche San Clemente.
De’ Rossi wurde mit Papst Leo X. und Kardinal Giulio de’ Medici, dem späteren Papst Clemens VII., porträtiert.